# Allonemobius fasciatus
Allonemobius fasciatus är en insektsart som först beskrevs av De Geer 1773.  Allonemobius fasciatus ingår i släktet Allonemobius och familjen syrsor.

## Underarter
Arten delas in i följande underarter:
- A. f. fasciatus
- A. f. abortivus